# Cassida canaliculata

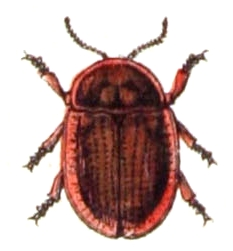
Cassida canaliculata

Cassida canaliculata — жук підродини щитоносок з родини листоїдів.

## Поширення
Поширений в Центральній Європі на захід до східної частини Франції, у Східній Європі, на півночі Італії, на Кавказі і в західній частині Казахстану, також можливо зустрічається і в Туреччини.

## Екологія та місцеперебування
Кормовими є рослини із родини глухокропивових (Lamiaceae): шавлія лучна (Salvia pratensis), шавлія кільчаста (Salvia verticillata).

## Субвідовие таксони
- Вариетет:Cassida canaliculata var. graminis Weise, 1893
- Вариетет:Cassida canaliculata var. immutabilis Gemminger & Harold, 1876